# Jonathan Guajardo
Jonathan Alexander Guajardo Cisterna (Quinta Normal, Santiago, 12 de septiembre de 1991) es un futbolista chileno. Juega como delantero.

## Trayectoria
Formado en Unión Española, comenzó su carrera futbolística en 2010 jugando por Deportes Quilicura hasta el año 2013, donde logra con el equipo el vicecampeonato de la Tercera División y por consiguiente el ascenso a la Segunda División Profesional, al año siguiente debuta en el profesionalismo en Unión San Felipe, en donde jugó la primera mitad de ese año, para volver posteriormente al fusionado Deportivo Maipo Quilicura tras el ascenso a la Segunda División Profesional, tras la mala campaña del equipo y el receso de los campeonatos por parte de la dirigencia del club, Guajardo queda libre, al poco tiempo Deportes Valdivia se convierte en su nuevo club, consiguiendo con el Torreón el título de la Segunda División Profesional 2015-16.

## Clubes
| Club                      | País  | Año       |
| ------------------------- | ----- | --------- |
| Deportes Quilicura        | Chile | 2010-2013 |
| Unión San Felipe          | Chile | 2014      |
| Deportivo Maipo Quilicura | Chile | 2014-2015 |
| Deportes Valdivia         | Chile | 2015-2017 |
| Deportes Pintana          | Chile | 2017      |
| Club Deportivo Caupolican | Chile | 2018      |

## Palmarés

### Campeonatos nacionales
| Título           | Club              | País  | Año     |
| ---------------- | ----------------- | ----- | ------- |
| Segunda División | Deportes Valdivia | Chile | 2015-16 |